# Cueva de Milarepa

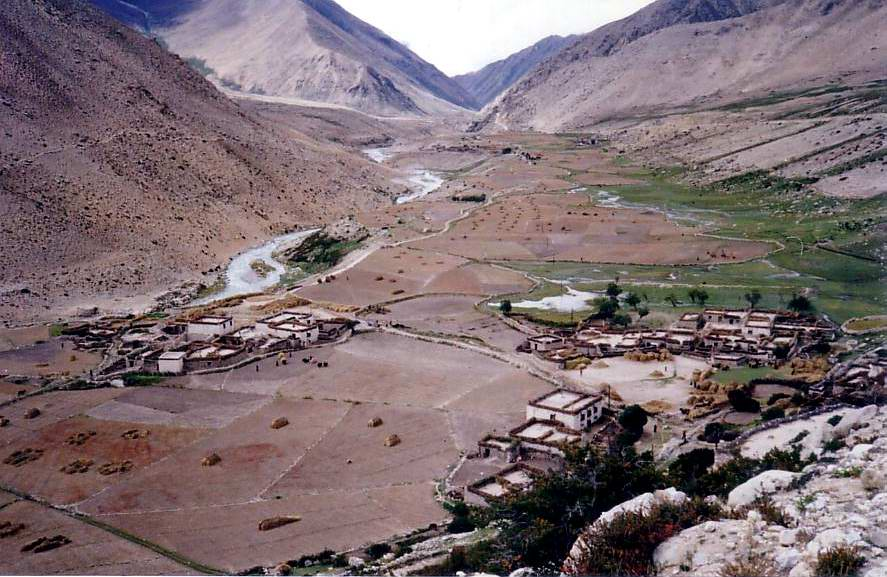
Gompa en la cueva de Milarepa, Tíbet.

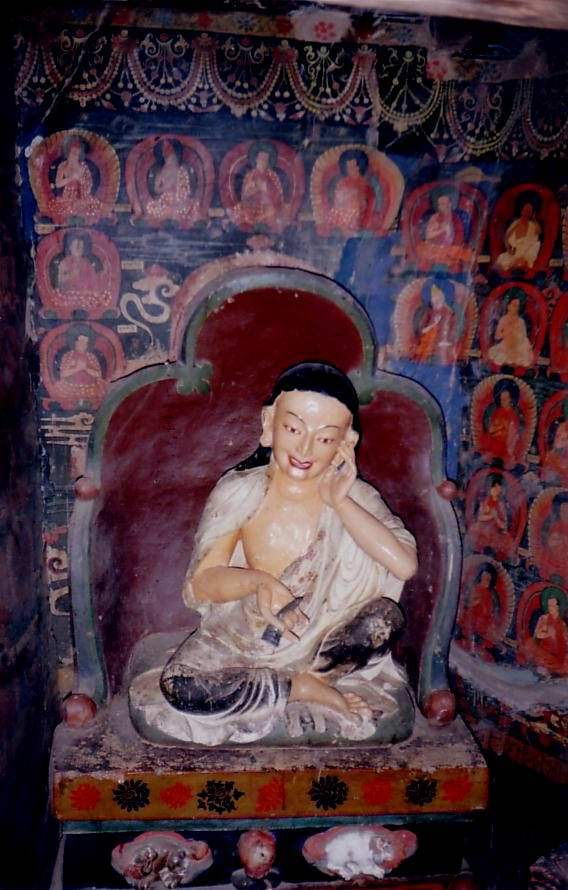
Estatua de Milarepa, Pango Chorten, Gyantse, Tíbet.

La Cueva de Milarepa o Cueva Namkading es una cueva en donde el gran asceta budista Milarepa pasó 24 años de su vida en el siglo XI, está situada a 11 km al norte de la ciudad de Nyalam en el Tíbet.
Cuenta la leyenda que Milarepa renunció a todo lujo y se enclaustró en una cueva para practicar austeridades, concentración y meditación, comiendo por años nada más que hierbas de las cercanías que le traían sus discípulos. Al parecer, al cabo de unos años, Milarepa adquirió el tono verdoso de sus alimentos. Transmitió sus principales enseñanzas del Mahamudra, la percepción sin esfuerzo de la vacuidad de la mente y los elementos externos, alcanzado el Estado de Buda, así como los seis yogas de Naropa, con especial énfasis en la práctica de tumo, el “calor psíquico”, lo cual le permitió vivir sobre la nieve vistiendo tan sólo una delgada túnica de algodón. Perfeccionó la meditación hasta alcanzar niveles de conciencia que le permitían realizar actos milagrosos. El más notable de los hechos mágicos que se le atribuyen es el de haber levantado el techo de su cueva y parte del monte Tara empujándolo sin más ayuda que la fuerza de sus manos. Dejó sus dos pies impresos en la roca y realizó el hecho extremadamente poco común del cuerpo arco iris al morir.
La cueva se mantiene como un santuario por dos monjes, guardando una estatua de Milarepa dentro de una urna de cristal. Los trabajos de restauración dentro de la cueva y el monasterio fueron realizados por artistas y artesanos de Nepal, y fue financiado por el gobierno chino en la década de 1970.
También hay una cueva asociada con Milarepa en Nepal en Annapurna, a aproximadamente 4000 metros a las afueras de Manang. Se cree que esta cueva nepalí fue la residencia de Milarepa durante su estancia en el norte del actual Nepal.